# Mae On (huyện)
Mae On là một huyện (‘‘amphoe’’) của tỉnh Chiang Mai ở phía bắc Thái Lan.

## Địa lý
Huyện có vị trí khoảng 40 km về phía đông thành phố Chiang Mai. Các huyện giáp ranh là (từ phía tây theo chiều kim đồng hồ) San Kamphaeng và Doi Saket (tỉnh Chiang Mai), Mueang Pan và Mueang Lampang của tỉnh Lampang, Ban Thi, Mueang Lamphun và Mae Tha của tỉnh Lamphun.
Vườn quốc gia Mai Ta Khai bảo vệ thượng nguồn sông Ping nằm ở huyện này.
Mae On là khu vực có các địan điểm leo núi du lịch. Ngoài ra còn có các suối nước nóng và hệ thống hang động Mae On.

## Lịch sử
Tiểu huyện (King Amphoe) đã được thành lập ngày 30 tháng 4 năm 1994, khi 6 tambon được tách khỏi San Kamphaeng.
Theo quyết định của chính phủ Thái Lan ngày 15 tháng 5 năm 2007, tất cả 81 tiểu huyện đều được nâng thành huyện. Với việc đăng Công báo hoàng gia ngày 24 tháng 8, quyết định nâng cấp này thành chính thức.

## Hành chính
Huyện này được chia thành 6 phó huyện (tambon), các đơn vị này lại được chia thành 49 làng (muban). Không có khu vực đô thị (thesaban. Mỗi tambon do một tổ chức hành chính tambon lãnh đạo.
| Số TT | Tên         | Tên tiếng Thái | Số làng | Dân số |  |
| ----- | ----------- | -------------- | ------- | ------ |  |
| 1.    | On Nuea     | ออนเหนือ        | 10      | 3.552  |  |
| 2.    | On Klang    | ออนกลาง        | 11      | 4.985  |  |
| 3.    | Ban Sahakon | บ้านสหกรณ์       | 8       | 3.043  |  |
| 4.    | Huai Kaeo   | ห้วยแก้ว         | 8       | 2.888  |  |
| 5.    | Mae Tha     | แม่ทา           | 7       | 4.812  |  |
| 6.    | Tha Nuea    | ทาเหนือ         | 5       | 2.372  |  |